# Marcus Fabius Buteo
Marcus Fabius Buteo († vor 209 v. Chr.) entstammte der römischen Adelsfamilie der Fabier und war 245 v. Chr. Konsul.

## Leben
Der Vater und Großvater des Marcus Fabius Buteo hießen beide Marcus Fabius. Außerdem war der Konsul des Jahres 247 v. Chr., Numerius Fabius Buteo, ein Bruder des Marcus Fabius Buteo.
Das Konsulat erlangte Fabius 245 v. Chr. zusammen mit Gaius Atilius Bulbus. Er erhielt Sizilien als Provinz zugewiesen und führte dort Krieg gegen Karthago. Nach dem Verfasser einer Livius-Epitome, Florus, soll Fabius bei Aigimuros einen Seesieg errungen und später mit seiner Flotte, auf der die erbeuteten Schätze transportiert wurden, Schiffbruch erlitten haben; vielleicht ist diese Erzählung eine Verwechslung mit kriegerischen Vorkommnissen in einem anderen Jahr. Zur Zensur gelangte Fabius 241 v. Chr.
Aus den Quellen geht nicht klar hervor, welcher bedeutende Römer 219 v. Chr. jene Gesandtschaft an die Karthager anführte, die nach der Eroberung von Sagunt durch Hannibal das Angebot von Krieg oder Frieden überbrachte. In Frage kommen am ehesten der hier behandelte Marcus Fabius Buteo oder Quintus Fabius Maximus Verrucosus (siehe dort weitere Details).
Nach der verheerenden Niederlage der Römer in der Schlacht von Cannae gegen Hannibal waren auch zahlreiche Patrizier gefallen, so dass der Senat nicht mehr genügend Mitglieder hatte. Nun wurde Fabius als ältester Zensorier zum Diktator gewählt, um die gelichteten Reihen der Senatoren zu ergänzen (Ende 216 v. Chr.). Da bereits ein anderer Diktator, Marcus Iunius Pera, für eine andere Aufgabe bestellt worden war und die gleichzeitige Wahl zweier Diktatoren – wie so manches im Zweiten Punischen Krieg – alten Traditionen widersprach, erhielt Fabius keinen Magister equitum zur Seite gestellt. Er erledigte seine Aufgabe aber trotzdem sehr rasch und zur allgemeinen Zufriedenheit; danach widmete er sich wieder seinem Privatleben.
Fabius starb wohl vor 209 v. Chr., da in diesem Jahr nicht er, sondern Fabius Verrucosus Princeps senatus war.